# Expresso FM
A Expresso FM é uma estação de rádio brasileira sediada em Fortaleza, capital do estado do Ceará, que opera na frequência de 104,3 MHz, outorgada em Guaiúba. Emissora com programação popular, foi inaugurada em 2010 pelo Sindicato das Empresas de Ônibus do Estado do Ceará (Sindiônibus) transmitindo nos 90,7 MHz, concessionados à Fundação Nossa Senhora Milagrosa em Maracanaú. Em 2014, ao mudar para a atual frequência, fechou parceria com a Rede Somzoom Sat e tornou-se Expresso Somzoom Sat, permanecendo assim até 2017, quando retomou sua programação local. Desde 2023, com o encerramento da gestão do Sindiônibus, a estação é integralmente administrada pelo Sistema Ceará Agora de Comunicação, proprietário da frequência.

## História
No início de março de 2010 a Expresso FM foi lançada em caráter experimental na frequência de 90,7 MHz, outorgada à Fundação Nossa Senhora Milagrosa no município de Maracanaú, na Região Metropolitana de Fortaleza, substituindo a Rede Somzoom Sat, que operava no canal desde 2007 e passou para os 93,5 MHz, concessionados em Pindoretama. Criada pelo Sindicato das Empresas de Ônibus do Estado do Ceará, a nova estação, com programação popular, destinava horários para atrações voltadas aos interesses do setor de transporte urbano de Fortaleza e realizava ações conjuntas com o sindicato.
Em fevereiro de 2014 a Fundação Nossa Senhora Milagrosa fechou parceria com a Rede Vida Sat, rede religiosa com geração a partir de São Paulo, para lançar uma afiliada nos 90,7 MHz no lugar da Expresso FM. Inicialmente marcada para 1.º de março, a estreia foi adiada para abril, dando tempo para a Expresso FM acertar sua transmissão em outra frequência. A estação fechou parceria com a Rede Somzoom Sat, que transmitia desde 2013 pelos 104,3 MHz, outorgados ao Sistema Ceará Agora de Comunicação em Guaiúba, e passou a transmitir pela frequência com o nome Expresso Somzoom Sat. A afiliada à rede Feliz FM — novo nome da Rede Vida Sat — foi lançada nos 90,7 MHz no dia 6.
Em 2 de janeiro de 2017, após o fim da parceria com a Somzoom Sat, a Expresso FM retornou com programação integralmente local. Em dezembro a estação firmou com a TV da Gente o acordo do projeto "A Expresso é da Gente", voltado à divulgação a nova programação da emissora, que também passou a retransmitir programas da Expresso FM. A parceria, iniciada de fato em 2019, posteriormente foi desfeita.
Em 2023 a Expresso FM iniciou um processo de reposicionamento. Entre as mudanças estiveram o fim da gestão do Sindiônibus e a mudança da sede do sindicato para o prédio do Sistema Ceará Agora. Em dezembro de 2024 o conglomerado lançou a Expresso FM Sobral em substituição à afiliada à Mix FM no município.